# Montagny-près-Louhans
Pour les articles homonymes, voir Montagny.
Montagny-près-Louhans est une commune française située dans le département de Saône-et-Loire, en région Bourgogne-Franche-Comté.

## Géographie
Montagny-près-Louhans fait partie de la Bresse louhannaise.

### Hydrographie
La Seille constitue une limite naturelle à l'ouest de Montagny avec la commune voisine de Saint-Usuge, ainsi que le ruisseau de Bunay, au nord, qui se jette dans la Seille.
Au nord, à la frontière avec Le Fay, la commune est parcourue par le ruisseau de l'étang du Villard, qui donne naissance à l'étang de Promby, avant de s'écouler par le bief de Putracot dans l'étang du Villard, au sud de la commune.

### Climat
Pour des articles plus généraux, voir Climat de la Bourgogne-Franche-Comté et Climat de Saône-et-Loire.
En 2010, le climat de la commune est de type climat océanique dégradé des plaines du Centre et du Nord, selon une étude du Centre national de la recherche scientifique s'appuyant sur une série de données couvrant la période 1971-2000. En 2020, Météo-France publie une typologie des climats de la France métropolitaine dans laquelle la commune est exposée à un climat semi-continental et est dans la région climatique Bourgogne, vallée de la Saône, caractérisée par un bon ensoleillement (1 900 h/an), un été chaud (18,5 °C), un air sec au printemps et en été et des vents faibles.
Pour la période 1971-2000, la température annuelle moyenne est de 11 °C, avec une amplitude thermique annuelle de 17,6 °C. Le cumul annuel moyen de précipitations est de 1 015 mm, avec 11,8 jours de précipitations en janvier et 8,1 jours en juillet. Pour la période 1991-2020, la température moyenne annuelle observée sur la station météorologique de Météo-France la plus proche, « Montpont », sur la commune de Montpont-en-Bresse à 14 km à vol d'oiseau, est de 11,8 °C et le cumul annuel moyen de précipitations est de 1 026,2 mm. 
La température maximale relevée sur cette station est de 40,3 °C, atteinte le 31 juillet 2020 ; la température minimale est de −16,5 °C, atteinte le 20 décembre 2009,,.
Les paramètres climatiques de la commune ont été estimés pour le milieu du siècle (2041-2070) selon différents scénarios d'émission de gaz à effet de serre à partir des nouvelles projections climatiques de référence DRIAS-2020. Ils sont consultables sur un site dédié publié par Météo-France en novembre 2022.

## Urbanisme

### Typologie
Au 1er janvier 2024, Montagny-près-Louhans est catégorisée commune rurale à habitat dispersé, selon la nouvelle grille communale de densité à sept niveaux définie par l'Insee en 2022.
Elle est située hors unité urbaine. Par ailleurs la commune fait partie de l'aire d'attraction de Louhans, dont elle est une commune de la couronne,. Cette aire, qui regroupe 15 communes, est catégorisée dans les aires de moins de 50 000 habitants,.

### Occupation des sols
L'occupation des sols de la commune, telle qu'elle ressort de la base de données européenne d’occupation biophysique des sols Corine Land Cover (CLC), est marquée par l'importance des territoires agricoles (80,6 % en 2018), en diminution par rapport à 1990 (82 %). La répartition détaillée en 2018 est la suivante : zones agricoles hétérogènes (69 %), forêts (14,3 %), terres arables (9,9 %), zones urbanisées (5,2 %), prairies (1,6 %). L'évolution de l’occupation des sols de la commune et de ses infrastructures peut être observée sur les différentes représentations cartographiques du territoire : la carte de Cassini (XVIIIe siècle), la carte d'état-major (1820-1866) et les cartes ou photos aériennes de l'IGN pour la période actuelle (1950 à aujourd'hui).

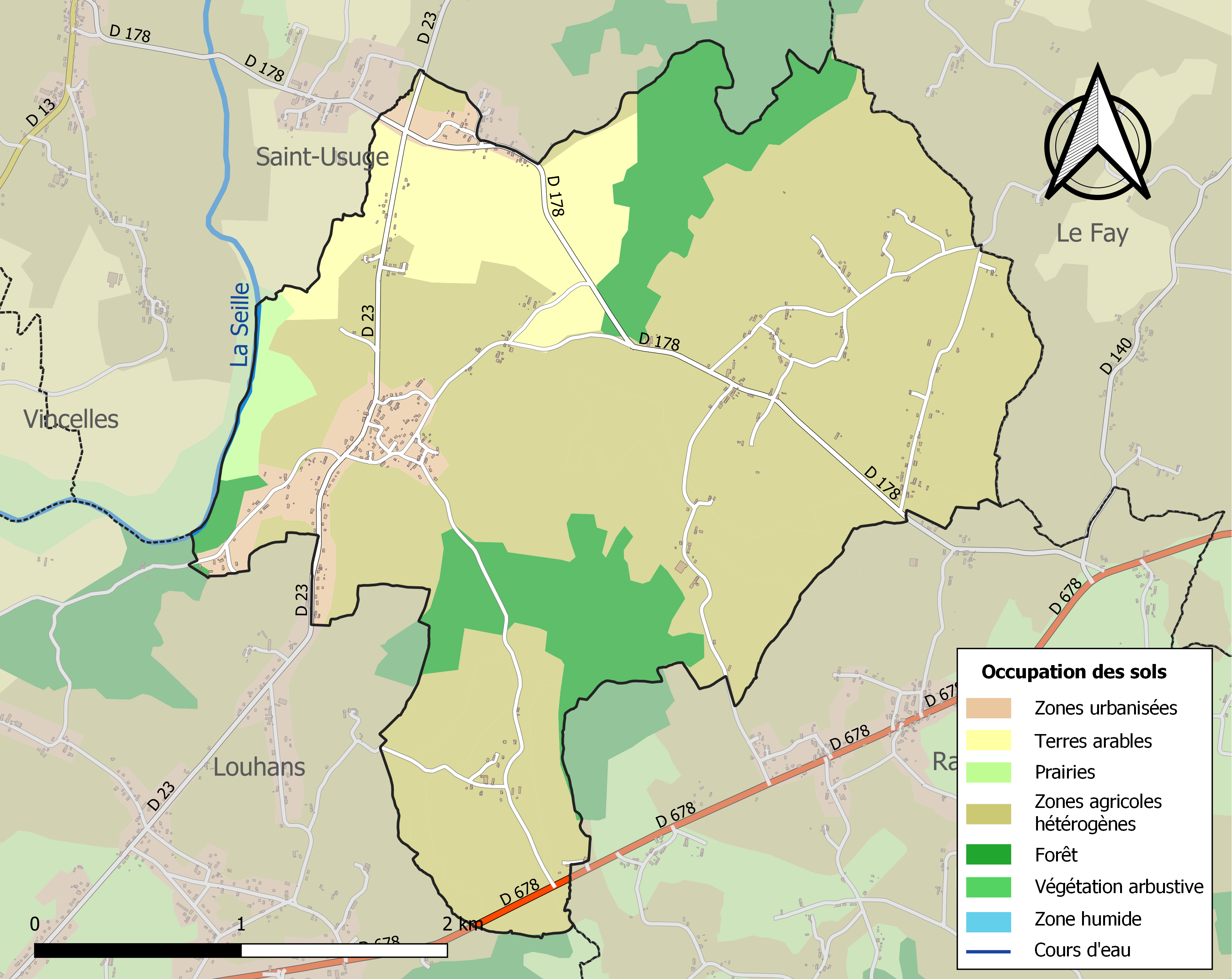
Carte des infrastructures et de l'occupation des sols de la commune en 2018 (CLC).

## Toponymie
Montagny vient de « montaniacum », domaine « acum » d'un romain du nom de Montanius.

## Politique et administration

### Tendances politiques et résultats

#### Élections présidentielles
Le village de Montagny-près-Louhans place en tête à l'issue du premier tour de l'élection présidentielle française de 2017, Marine Le Pen (RN) avec 26,20 % des suffrages. Mais lors du second tour, Emmanuel Macron (LaREM) est en tête avec 60,70 %.

#### Élections législatives
Le village de Montagny-près-Louhans faisant partie de la quatrième circonscription de Saône-et-Loire, place lors du 1er tour des élections législatives françaises de 2017, Cécile Untermaier (PS) avec 30,11 % ainsi que lors du second tour avec 60,99 % des suffrages.
Lors du 1er tour des élections législatives françaises de 2022, Cécile Untermaier (PS), députée sortante, arrive en tête avec 40,57 % des suffrages comme lors du second tour, avec cette fois-ci, 65,29 % des suffrages.

#### Élections régionales
Le village de Montagny-près-Louhans place la liste « Notre Région Par Cœur » menée par Marie-Guite Dufay, présidente sortante (PS) en tête, dès le 1er tour des élections régionales de 2021 en Bourgogne-Franche-Comté, avec 36,96 % des suffrages. Lors du second tour, les habitants décideront de placer de nouveau la liste de « Notre Région Par Cœur » menée par Marie-Guite Dufay, présidente sortante (PS) en tête, avec cette fois-ci, près de 52,13 % des suffrages. Loin devant les autres listes menées par Julien Odoul (RN) en seconde position avec 22,34 %, Gilles Platret (LR), troisième avec 17,02 % et en dernière position celle de Denis Thuriot (LaREM) avec 8,51 %. Il est important de souligner une abstention record lors de ces élections qui n'ont pas épargné le village de Montagny-près-Louhans avec lors du premier tour 72,70 % d'abstention et au second, 71,87 %.

#### Élections départementales
Le village de Montagny-près-Louhans faisant partie du canton de Louhans place le binôme de Mathilde Chalumeau (DVD) et de Anthony Vadot (DVD), en tête, dès le 1er tour des élections départementales de 2021 en Saône-et-Loire avec 59,78 % des suffrages. Lors du second tour, les habitants décideront de placer de nouveau le binôme de Mathilde Chalumeau (DVD) et de Anthony Vadot (DVD) en tête, avec cette fois-ci, près de 78,89 % des suffrages. Devant l'autre binôme menée par Cyriak Cuenin (RN) et Annie Hassler (RN) qui obtient 21,11 %. Il est important de souligner une abstention record lors de ces élections qui n'ont pas épargné le village de  Montagny-près-Louhans avec lors du premier tour 72,70 % d'abstention et au second, 71,87 %.

### Liste des maires de Montagny-près-Louhans
| Période                                  | Période  | Identité    | Étiquette | Qualité |
| ---------------------------------------- | -------- | ----------- | --------- | ------- |
| juin 1995                                | en cours | Jacky Bonin | SE        |         |
| Les données manquantes sont à compléter. |          |             |           |         |

## Démographie
L'évolution du nombre d'habitants est connue à travers les recensements de la population effectués dans la commune depuis 1793. Pour les communes de moins de 10 000 habitants, une enquête de recensement portant sur toute la population est réalisée tous les cinq ans, les populations de référence des années intermédiaires étant quant à elles estimées par interpolation ou extrapolation. Pour la commune, le premier recensement exhaustif entrant dans le cadre du nouveau dispositif a été réalisé en 2004.

En 2022, la commune comptait 496 habitants, en évolution de +12,73 % par rapport à 2016 (Saône-et-Loire : −1,06 %, France hors Mayotte : +2,11 %).
| 1793 | 1800 | 1806 | 1821 | 1831 | 1836 | 1841 | 1846 | 1851 |
| ---- | ---- | ---- | ---- | ---- | ---- | ---- | ---- | ---- |
| 550  | 542  | 608  | 647  | 702  | 703  | 651  | 648  | 622  |

| 1856 | 1861 | 1866 | 1872 | 1876 | 1881 | 1886 | 1891 | 1896 |
| ---- | ---- | ---- | ---- | ---- | ---- | ---- | ---- | ---- |
| 590  | 576  | 623  | 630  | 624  | 619  | 580  | 601  | 602  |

| 1901 | 1906 | 1911 | 1921 | 1926 | 1931 | 1936 | 1946 | 1954 |
| ---- | ---- | ---- | ---- | ---- | ---- | ---- | ---- | ---- |
| 578  | 602  | 610  | 531  | 511  | 474  | 500  | 490  | 477  |

| 1962 | 1968 | 1975 | 1982 | 1990 | 1999 | 2004 | 2006 | 2009 |
| ---- | ---- | ---- | ---- | ---- | ---- | ---- | ---- | ---- |
| 394  | 370  | 328  | 342  | 364  | 372  | 408  | 432  | 462  |

| 2014 | 2019 | 2022 | - | - | - | - | - | - |
| ---- | ---- | ---- | - | - | - | - | - | - |
| 453  | 485  | 496  | - | - | - | - | - | - |

## Lieux et monuments
- Église Saint-Étienne : Construite aux XVIIIe et XIXe siècles ; elle a notamment été restaurée en 1827, et agrandie au niveau du chœur et de la sacristie en 1858[22].

## Personnalités liées à la commune
- Claude Couillerot, qui fut maire et député de Saône-et-Loire.

## Pour approfondir